# Osteocephalus oophagus
Osteocephalus oophagus è una specie di rane della famiglia Hylidae che si trova in Brasile, Colombia, Guyana francese, Guyana e forse Suriname. Il suo habitat naturale sono le foreste di pianura umide subtropicali o tropicali. È anche segnalato per produrre bufotenina.
Le femmine tornano nei siti di deposizione dell'uovo a intervalli di circa cinque giorni e, di solito in amplexus con lo stesso maschio, e producono uova che servono come cibo per i girini, da cui il nome specifico che significa "mangiatore di uova".